# La presa di Roma (20 settembre 1870)
La presa di Roma (20 settembre 1870), známý také pod názvy Bandiera bianca či La Breccia di Porta Pia, je italský němý film z roku 1905. Režisérem je Filoteo Alberini (1865–1937). Film původně trval asi deset minut, ale dochovaly se jen 4 minuty.
Film vznikl ke 35. výročí sjednocení Itálie.

## Děj
Film zachycuje italskou armádu, jak 20. září 1870 dobývá Řím, který odmítá kapitulovat.

## Obsazení
| Ubaldo Maria Del Colle | Raffaele Cadorna |
| Carlo Rosaspina        | Hermann Kanzler  |